# Ксенузии
Ксенузии (лат. Xenusia) — группа ископаемых беспозвоночных из типа онихофор, традиционно рассматриваемая как класс из надтипа лобопод (Lobopoda). Известны из морских отложений с эдиакария по каменноугольный период. Представители обладали небольшим цилиндрическим туловищем, от которого отходили несколько пар покрытых бугорками конечностей. Конечности одного из видов ксенузий (Diania cactiformis), по-видимому, были склеротизированы.

## Таксономия
Первые описания представителей были сделаны ещё в начале XX века, однако класс был выделен лишь в 1989 году Ежи Дзиком и Гюнтером Крумбигелем. С 2011 года ксенузии рассматриваются как парафилетическая группа по отношению к членистоногим.

### Классификация

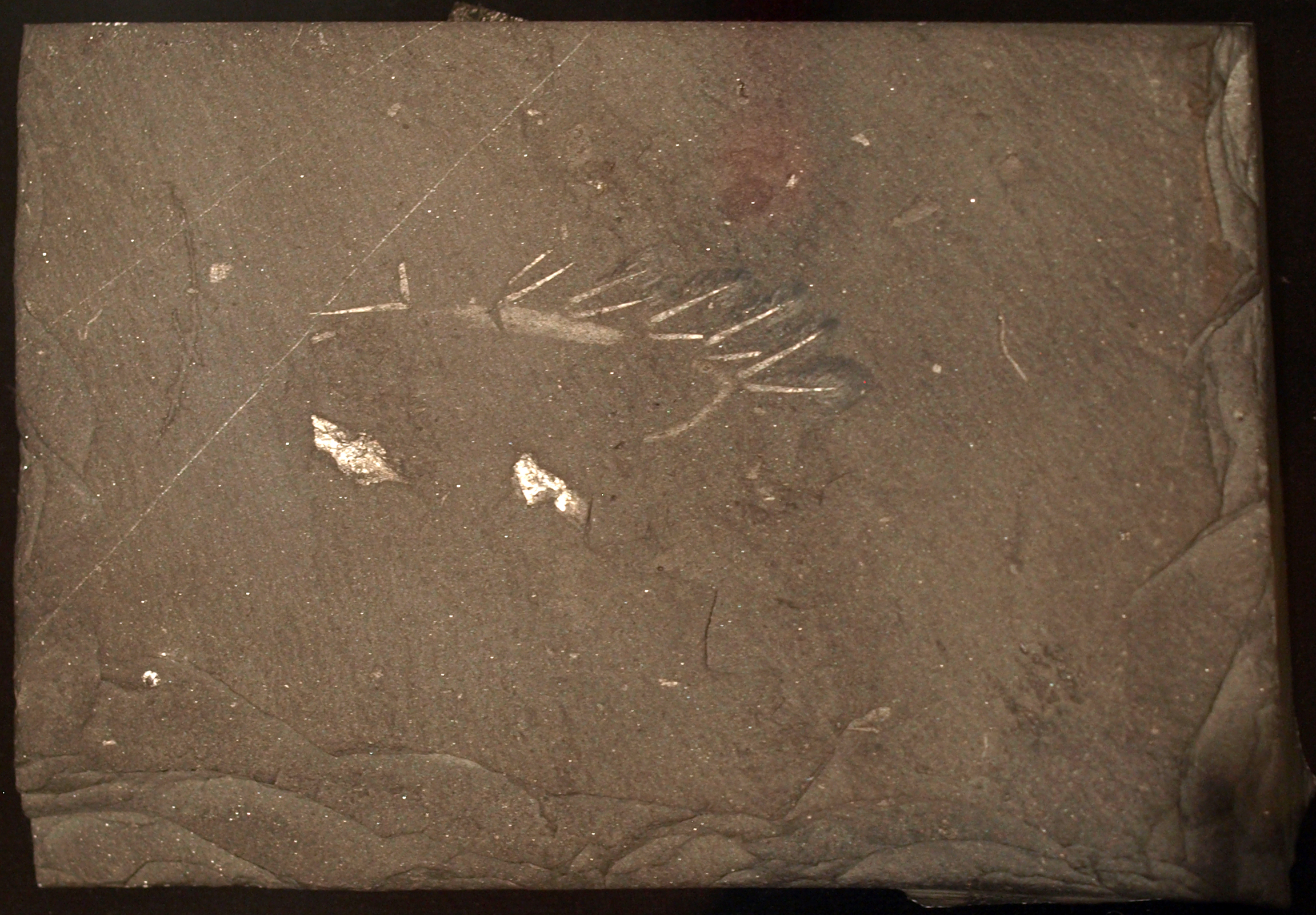
Отпечаток Hallucigenia sparsa (Hallucigeniidae)

В составе группы выделяют следующие отряды и семейства:
- Archonychophora Hou et Bergstrom, 1995
  - Luolishaniidae Hou et Bergstrom, 1995
- Paronychophora Hou et Bergstrom, 1995
  - Onychodictyidae Hou et Bergstrom, 1995
- Protonychophora Hutchinson, 1930
  - Aysheaiidae Walcott, 1911
  - Xenusiidae Dzik et Krumbiegel, 1989
- Scheronychophora Hou et Bergstrom, 1995
  - Eoconchariidae Hou et Shu, 1987
  - Hallucigeniidae Conway Morris, 1977
  - Cardiodictyidae Hou et Bergstrom, 1995
- Siberiida Dzik, 2011
  - Siberiidae Dzik, 2011